# Protaphorura boedvarssoni
Protaphorura boedvarssoni är en urinsektsart som beskrevs av Romuald J. Pomorski 1993. Protaphorura boedvarssoni ingår i släktet Protaphorura, och familjen blekhoppstjärtar. Arten är reproducerande i Sverige.